# Onze-Lieve-Vrouw Onbevlekt Ontvangenkerk (Hank)

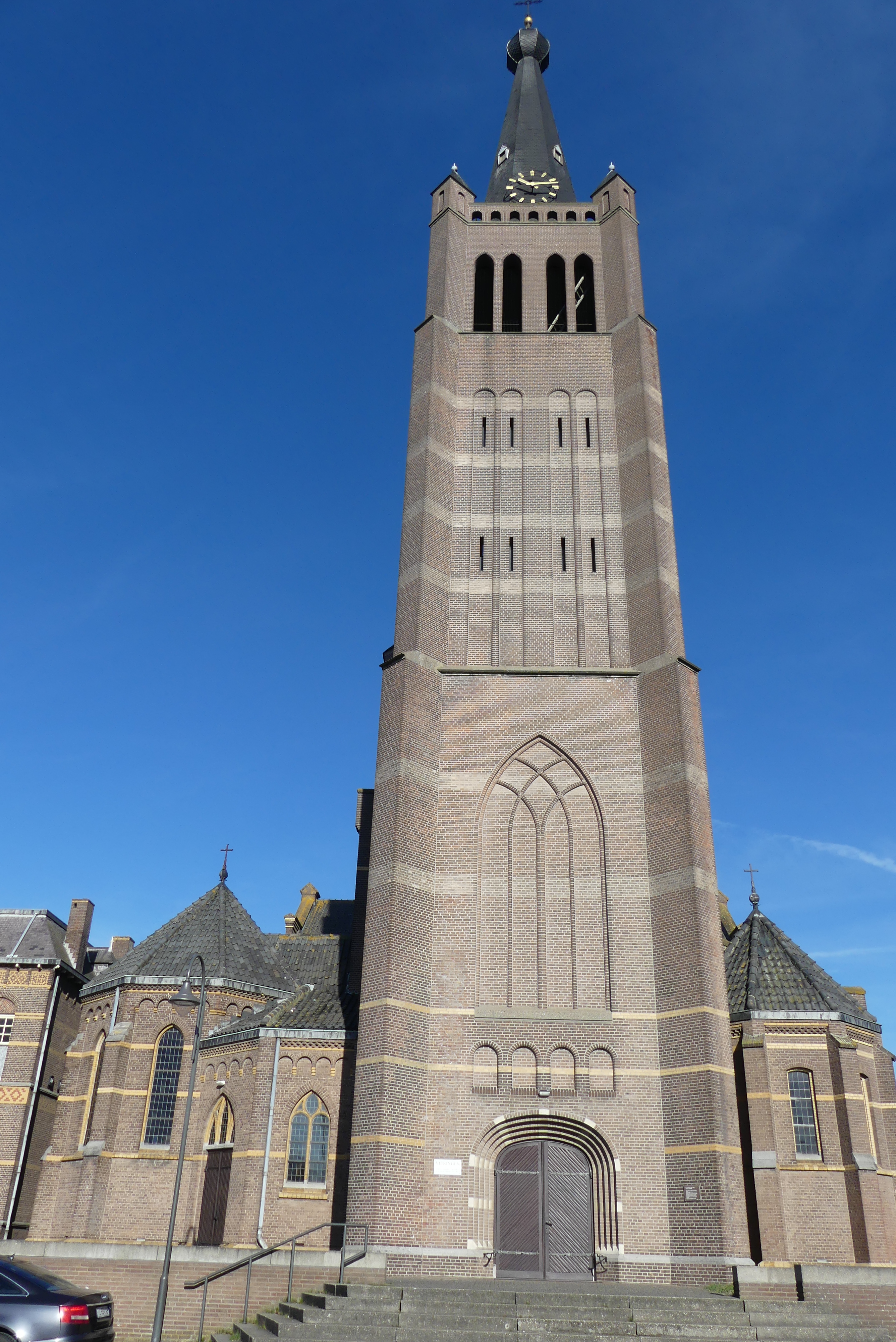
Onze-Lieve-Vrouw Onbevlekt Ontvangenkerk

De Onze-Lieve-Vrouw Onbevlekt Ontvangenkerk is de parochiekerk van de tot de Noord-Brabantse gemeente Altena behorende plaats Hank, gelegen aan Kerkstraat 15.

## Geschiedenis
In 1863 werd te Hank een parochie gesticht. De katholieken lieten een waterstaatskerk bouwen die in 1865 werd ingewijd. 
Een nieuwe kerk, ontworpen door Jacques van Groenendael, werd gebouwd in 1912-1915 waarop de oude kerk werd gesloopt.
In 1938 werd een parochiehuis gebouwd. Tussen januari en mei 1945 werd het dorp grotendeels verwoest en ook de kerk werd zeer zwaar beschadigd. In 1946-1947 werd de kerk hersteld. De herbouw van de toren vond plaats in 1954-1958 en deze was met zijn 63 meter hoogte de hoogste naoorlogse kerktoren.
In 2012 fuseerden de parochies van Altena met de drie parochies Raamsdonk, Raamsdonksveer en Geertruidenberg tot de Sint-Elisabethparochie. In 2010 dreigde gedeeltelijke sloop van de kerk maar de kerk bleef behouden.

## Gebouw
Het betreft een driebeukige neogotische kruisbasiliek met voorgebouwde toren gebouwd in baksteen met speklagen van gele baksteen. Verder is er een vieringtorentje. Het koor is driezijdig afgesloten.